# Лицеи во Франции
Лицеи во Франции — французские учебные заведения трёх последних классов среднего образования во Франции. Создавались, начиная с 1802 года, женские лицеи — с 1881 года. Учащиеся возраста 14-15 лет поступают в лицеи по окончании коллежа, — либо по месту жительства, либо по конкурсу.

## История создания
Появились лицеи по указу Наполеона I (1802) и представляли большое сходство с иезуитскими коллегиями: были закрытыми заведениями с 6-летним курсом и с преобладанием латинского языка и математики; история и география считались второстепенными предметами; в 1821 г. введены еще греческий язык и естественные науки.
В 1805 г. было 30 лицеев, и все они назывались императорскими, а коллежи (250) — общинными.

### Степень бакалавра
По окончании курса в лицеях ученики подвергались конкурсному экзамену в Сорбонне, после которого выдержавший испытание получал степень бакалавра.

### Отделения
К концу 40-х гг. лицеи состояли из трёх отделений: элементарного, грамматического и высшего; в первом было два класса, в двух следующих — по три.
В 1852 г. министр народного просвещения Фортуль (Hippolyte Fortoul) разделил высшие классы лицеев на две половины, гуманистическую и реальную. Эта бифуркация просуществовала всего 11 лет; министр народного просвещения Дюрюи отменил её для III и II классов, оставив только в I кл. В том же 1864 г. он разрешил открытие приготовительного (IX) класса, ввёл в VI—IV кл. новые языки и усилил преподавание философских предметов, а в следующем году шире определил задачи профессионального отделения (enseignement spécial), открытого при лицеях еще в 1847 г.
В 1884 г. произведена коренная реформа, состоявшая, главным образом, в сокращении программ, уменьшении числа учебных часов и изменении метода преподавания древних языков: составление латинских стихов, буквальные переводы и отчасти риторические упражнения оставлены, а обращено особенное внимание на изучение древней культуры. В начале 1890-х гг. при лицеях открыты новые отделения, где древние языки заменены новыми.
Профессиональное отделение
Профессиональное отделение в лицеях расширено до 6 классов в 1886 году; в нём преподавали французский язык, новые языки, историю, географию, математику, естественные науки, физику, химию, счетоводство, нравоучение, политическую экономию, законоведение, законы о торговле и промышленности и философию.
Декретом 1887 г. окончившим курс этого отделения дано право на степень бакалавра специальных наук.

### Воспитательные заведения
Большинство лицеи были в то же время и воспитательными заведениями.
В 1864 г. было 75 лицеев и 30 000 учеников, в 1887 г. — 25 706 интернов и 28 110 экстернов.

### Женские лицеи
Во Франции были и женские лицеи — Lycées et collèges des jeunes filles, возникшие с 1881 г. Эти лицеи и коллежи были открытыми средними учебными заведениями с пансионами; более всего их было в северных департаментах Франции; общая их цифра ок. 1892 г. превышала 60. Во главе лицея стояла директриса; преподавание велось преимущественно учительницами, которых готовила особая семинария — École normale Supérieure de renseignement des jeunes filles, основанная в 1882 г.

### Конец XIX века
В конце XIX столетия лицеи отличались от коллежей тем, что содержались за счёт государства, а коллежи — за счёт городов. Поступали в лицей с 12 лет, курс учения был 5-летним. Учебные годы разделялись на две группы: 1) три первые года и 2) два последние. В первой группе обязательные предметы — французский язык и литература, новые языки, история, география, арифметика, начертательная геометрия, естественная история, рисование, чистописание и пение; со II класса к ним присоединяется геология, с III класса — учение о гражданских обязанностях, физика, химия, хозяйствование и гигиена. Во второй группе рядом с обязательными предметами необязательные — введение в педагогику, торговая и культурная география, физиология растений, рисование, пение и латинский язык.

## Современность
В современной системе образования во Франции лицей соответствует второй ступени среднего образования и включает его последние 3 года обучения (что соответствуют среднему общему образованию в России). Типичный возраст учащихся — 15—17 лет. Лицеи подразделяются на три типа: общий, технологический и профессиональный. В конце обучения проходят выпускные экзамены. В лицеях общего типа по итогам экзаменов присваивается общий так называемый «бакалавриат» (фр. baccalauréat), сокращённо «бак» (le bac), который не следует смешивать с бакалавриатом, принятом в большинстве других европейских стран в системе высшего образования. По окончании технологического лицея сдаются экзамены на получение технологического бакалавриата — право на обучение в университете по своей специальности. Профессиональные лицеи (подобие российского ПТУ) — обучение 2 года, по окончании которых выдаются свидетельство о профессиональном обучении и сертификат о профессиональной пригодности, не дающие доступа к высшему образованию. Можно получить профессиональный бакалавриат после трёх лет обучения в лицее (с 2005 года).